# 森高一真
森高 一真（もりたか かずま、1978年6月3日 - ）は、香川県大川郡（現・東かがわ市）出身の競艇選手。
登録番号4030。身長170cm。血液型AB型。85期。師匠は出晴政信（登録番号2677、引退）。

## 来歴
香川県立三本松高等学校を卒業後、4回目の試験で合格し第85期で本栖研修所に入所。卒業後は隣町(鳴門市)でもある鳴門競艇場でデビュー戦を果たしている。デビュー当時はフライングを恐れ無茶なスタートはしていなかった。その後は同期の田村隆信、井口佳典、湯川浩司らとともに「銀河系軍団」と呼ばれ注目されるようになり、宮島競艇場でGI初優勝。また、2010年10月10日に行われた桐生全日本選手権準優勝戦11Rにおいて魚谷智之に次いで2着に入り、SG初優出を果たしている（優勝戦は5号艇・結果は瓜生正義に次いで2着）。
2013年は11月24日に行われた津チャレンジカップにて悲願のSG初優勝を果たした（優勝戦は1号艇・決まり手は”逃げ”）が、6号艇で出走していた齊藤仁が3着になった為、賞金ランキングは13位に留まり賞金王決定戦出場はならず賞金王シリーズ戦に回った。チャレンジカップを制した選手が賞金王決定戦への出場を逃したのは史上初であった。なお、翌2014年から賞金王決定戦はグランプリに名称を変え、出場資格も賞金ランキング18位以内に緩和されている。
2014年2月26日、ボートレース下関のGI開設59周年記念競走第1Rにて通算1,000勝達成。
2017年は賞金ランキング上位18名に入り、初めてグランプリに出場している。
2025年4月27日にPG1第26回マスターズチャンピオンで優勝。

## 獲得タイトル

### SG
- 2013年11月24日 第16回競艇王チャレンジカップ （津競艇場）

### PG1
- 2025年4月27日 第26回マスターズチャンピオン（桐生競艇場）

### G1
- 2005年11月8日 宮島チャンピオンカップ （宮島競艇場）
- 2011年5月19日 京極賞 （丸亀競艇場）
- 2017年3月30日 オールジャパン竹島特別 （蒲郡競艇場）
- 2019年11月6日 京極賞 （丸亀競艇場）

### G2
- 2012年3月11日 競艇祭（大村競艇場）